# Rally Fighter
La Rally Fighter est un modèle d'automobile conçu par Local Motors (en). Elle a la particularité d'être sous licence Creative Commons « CC-BY-NC-SA » et sa production limitée à 2 000 exemplaires.
En vente à partir de 2007, le projet est issu du financement participatif. La carrosserie aux allure de buggy est inspirée du North American P-51 Mustang.
Les automobiles doivent être construites par l'acquéreur sur le site de Chandler en Arizona ou à domicile car les pièces s'achètent sous forme de kit.
La Rally Fighter apparaît notamment dans le film Transformers : L'Âge de l'extinction (2014) et également dans Fast and Furious 8 (2017)
La Rally Fighter N°0055 apparaît également dans le jeu CSR2 (plateformes iOS et Androïd), ainsi que dans GTA 5.